# 17 juillet 1941
Le jeudi 17 juillet 1941 est le 198e jour de l'année 1941.

## Naissances
- Achim Warmbold, pilote de rallyes allemand
- Cornel Mărculescu, joueur roumain de water-polo
- Gribouille (morte le 18 janvier 1968), chanteuse française
- Ivan Sharrock, ingénieur du son britannique
- Jean-Claude Bourret, journaliste français
- Marina Oswald Porter, veuve de Lee Harvey Oswald
- Paula Shaw, actrice américaine
- Roberto Rivas (mort en 1972), joueur de football salvadorien
- Walid al-Mouallem, homme politique syrien
- William Ancion, politicien belge

## Décès
- Armand Dufaux (né le 13 janvier 1883), pionnier de l'aviation et inventeur franco-suisse
- Charles Melvin (né le 2 mai 1885), militaire écossais
- Ira Davenport (né le 8 octobre 1887), joueur américain de baseball

## Événements
- Création de la médaille maritime 1940-1945
- à la suite des manifestations du 14 juillet, une décision du commandement militaire allemand interdit de jouer et de chanter La Marseillaise en zone occupée en France[réf. souhaitée]
- Recensement des activités professionnelles en "zone libre" de la France.